# Anomala exarata
Anomala exarata är en skalbaggsart som beskrevs av Hermann Burmeister 1844. Anomala exarata ingår i släktet Anomala och familjen Rutelidae. Inga underarter finns listade i Catalogue of Life.